# Juan Tomás Ortuño Martínez
Juan Tomás Ortuño Martínez (Iecla, Regió de Múrcia, 11 de febrer de 1992), més conegut com a Juanto, és un futbolista murcià que juga com a davanter a l'AD Ceuta FC. És germà del també futbolista Alfredo Ortuño.

## Trajectòria
Nascut a Iecla, Regió de Múrcia, Juanto va fitxar pel Vila-real CF "B" el 2011; després d'un breu període amb l'Albacete Balompié "B", va ser assignat inicialment al Vila-real CF "C". El 21 de gener de 2012va fer el seu debut en la Segona Divisió, apareixent per les reserves contra el RC Deportivo.
Juanto va marcar el seu primer gol com a professional el 3 de març de 2012, jugant 28 minuts i contribuint a una victòria local per 4-3 davant el CD Alcoià. Aquella temporada va jugar 16 partits, tot i que tant el primer com el segon equip del Vila-Real van finalitzar baixant de categoria. Per la temporada 2014-2015 havia fitxat inicialment pel Real Múrcia, però els problemes financers d'aquest equip van obligar-lo a baixar a Segona Divisió B i Ortuño va poder fitxar pel CE Sabadell a finals d'agost de 2014.